# Pietroșani (okręg Prahova)
Pietroșani – wieś w Rumunii, w okręgu Prahova, w gminie Puchenii Mari. W 2011 roku liczyła 2420 mieszkańców.